# Antonio Ricci (poeta)
Antonio Ricci (Guardiagrele, 18 luglio 1952 – Roma, 23 giugno 1987) è stato un poeta e scrittore italiano.

## Biografia
Antonio Ricci nasce a Guardiagrele, dove vive fino al 1971, quando si trasferisce a Roma per frequentare la Facoltà di Architettura. Nella capitale avvia la sua attività professionale di architetto alle dipendenze del Comune.
Dal 1977 fa parte del Collettivo di poesia (in seguito Cooperativa Editoriale) Valore d'Uso, con Tommaso Di Francesco, Jaime Aranguena, Alberto Cioni, Cesare Cozzo, Vincenzo Lo Noro, Maura e Roberta Nuccitelli e Luciano Testa. Il gruppo si riunisce per anni in via Borgorose n. 15 e pubblica i risultati del proprio impegno sull'omonimo bollettino (stampato come supplemento de Il manifesto).
In questo periodo Antonio Ricci partecipa a varie edizioni del Mercatino della Poesia di Ravenna e al Festival internazionale di Poesia di piazza di Siena, pubblicando testi e poesie in varie antologie: Veleno: antologia della poesia satirica italiana contemporanea (Roma, Savelli 1980), Elenca (Valore d'uso, 1982, con Antonio Ricci), Poeti, folla e follia (Ediz. Dal Sud, 1981) e Tolfa, zona di poesia (Ediz. Valore d'uso, 1982). Negli stessi anni estende le collaborazioni a l'Unità, al Il manifesto e a varie riviste letterarie.
Nell'82 cura, con Tommaso Di Francesco, l'antologia Elenca (Ediz. Valore d'uso) e, di lì a qualche mese, partecipa alla fondazione del quadrimestre di poesia "Oceano Atlantico" insieme a Tommaso Di Francesco, che pubblicava opere, tra gli altri, di Velio Abati, Silvia Batista, Marco Calabria, Alberto Cioni, Stefano De Francisci, Luigi Di Ruscio, Carmine Fotia, Attilio Lolini, Mario Marchionne, Maura Nuccetelli, Marco Papa, Gianni Rosati e Sebastiano Vassalli.
Negli stessi anni, Ricci produce in ciclostile due autoedizioni: Poesie (Ravenna, s.e.) e Sopra gli amati temi (Edizioni By Myself, Maggio 1982), alle quali seguirà il volume L'ora illegale e altre poesie (Siena, collana Quaderni di Barbablù, n.19, 1983), corredato da una prefazione di Tommaso Di Francesco e da una lettera di Piero Santi.
Mentre progetta una raccolta antologica delle sue liriche edite e inedite, il 23 Giugno 1987 Antonio Ricci, per una malattia improvvisa, muore a Roma, all'età di trentacinque anni neanche compiuti. L'Antologia con prefazione di Giorgio Caproni, uscirà postuma, col titolo L'Aria (Ancona, Edizioni Il Lavoro Editoriale, 1988).
Postumo è anche il volume di prose  La fonte e altri racconti, con prefazione di Paolo Volponi e una nota di Tommaso Di Francesco (Roma, Ediz. Associate, 1992).
Nel 1996 la rivista letteraria francese Liberté, traduce e pubblica “Occhi” (Yeux), uno dei suoi racconti contenuti nel libro La Fonte , all'interno di un numero dedicato alla letteratura italiana dal titolo “Des italiens et de l’impossible origine”  (Volume 38, Number 3, Giugno 1996).
Nel 2003 il Comune di Guardiagrele promuove e finanzia la produzione della raccolta di sue poesie Versi & Versi edite e inedite. Inoltre, al Ricci, l'Assessorato alla Cultura del Comune di Guardiagrele, intesta nel 1998 un premio di poesia che viene ancora oggi assegnato.
Sue poesie sono state pubblicate in diverse raccolte e riviste quali Veleno (Savelli Editori), Poeti Oggi (Forte Poesia '84), nella rivista trimestrale di letteratura Arsenale
Nel 1987, Carmine Fotia e Emma Mariconda gli dedicano una loro pubblicazione sotto forma di inserto de il Manifesto, intitolandolo come un suo poemetto, L'Ora Illegale.

## Opere principali
- L'ora illegale e altre poesie, Siena, collana Quaderni di Barbablù, n.19, 1983
- L'Aria, Ancona, Ediz. il lavoro editoriale, 1988 - ISBN 9788876631719
- La fonte e altri racconti, Roma, Ediz. Associate, 1992 - ISBN 882670144X
- Versi & Versi, Guardiagrele, 2003